# 国际上座部佛教弘法大学

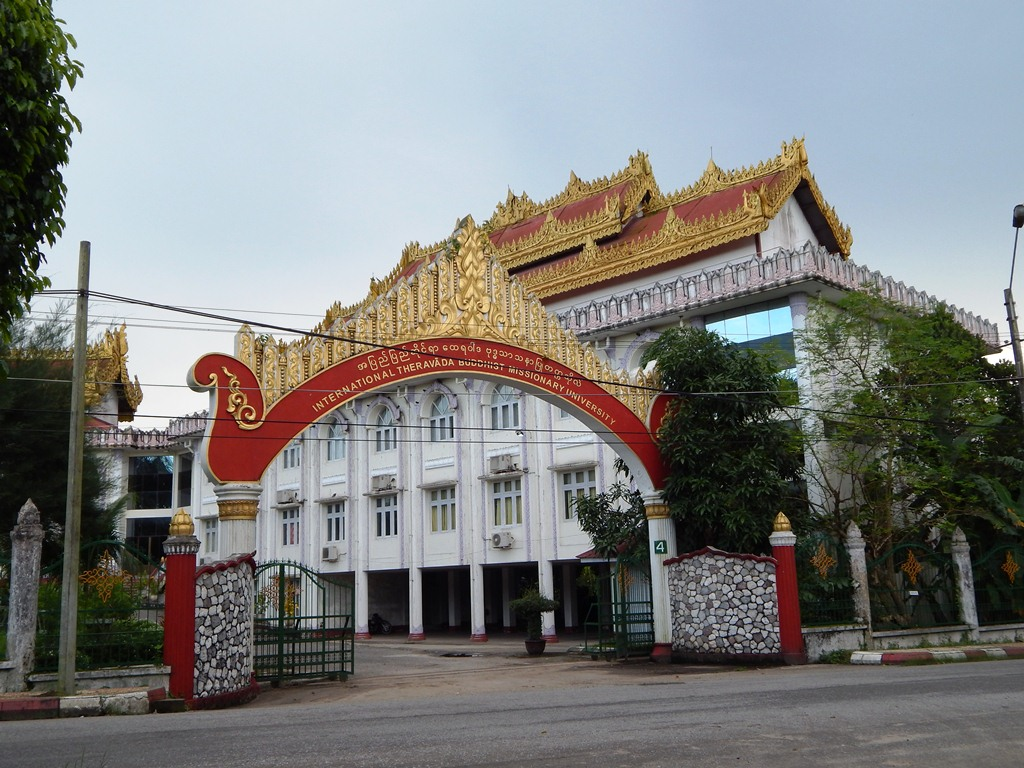
国际上座部佛教弘法大学校园一景

国际上座部佛教弘法大学（缩写ITBMU），又称国际上座部佛教大学，位于缅甸仰光玛仰公镇区，落成于1998年12月9日、即緬曆1360年9月（那多月）的第六个圆月日，是一所緬甸國立佛教學院。

## 領導者
時任緬甸宗教事務和文化部部長的Sein Htwa少將是國際上座部佛教弘法大學的校委會主席，并負責主持開學典禮。
大學首任校長是Bhaddanta Silanandabhivamsa（1927年12月16日—2005年8月13日），他同時是禪定導師和知名佛教學者。

## 外部鏈接
- 官方網站（页面存档备份，存于）